# Carta (concesión)

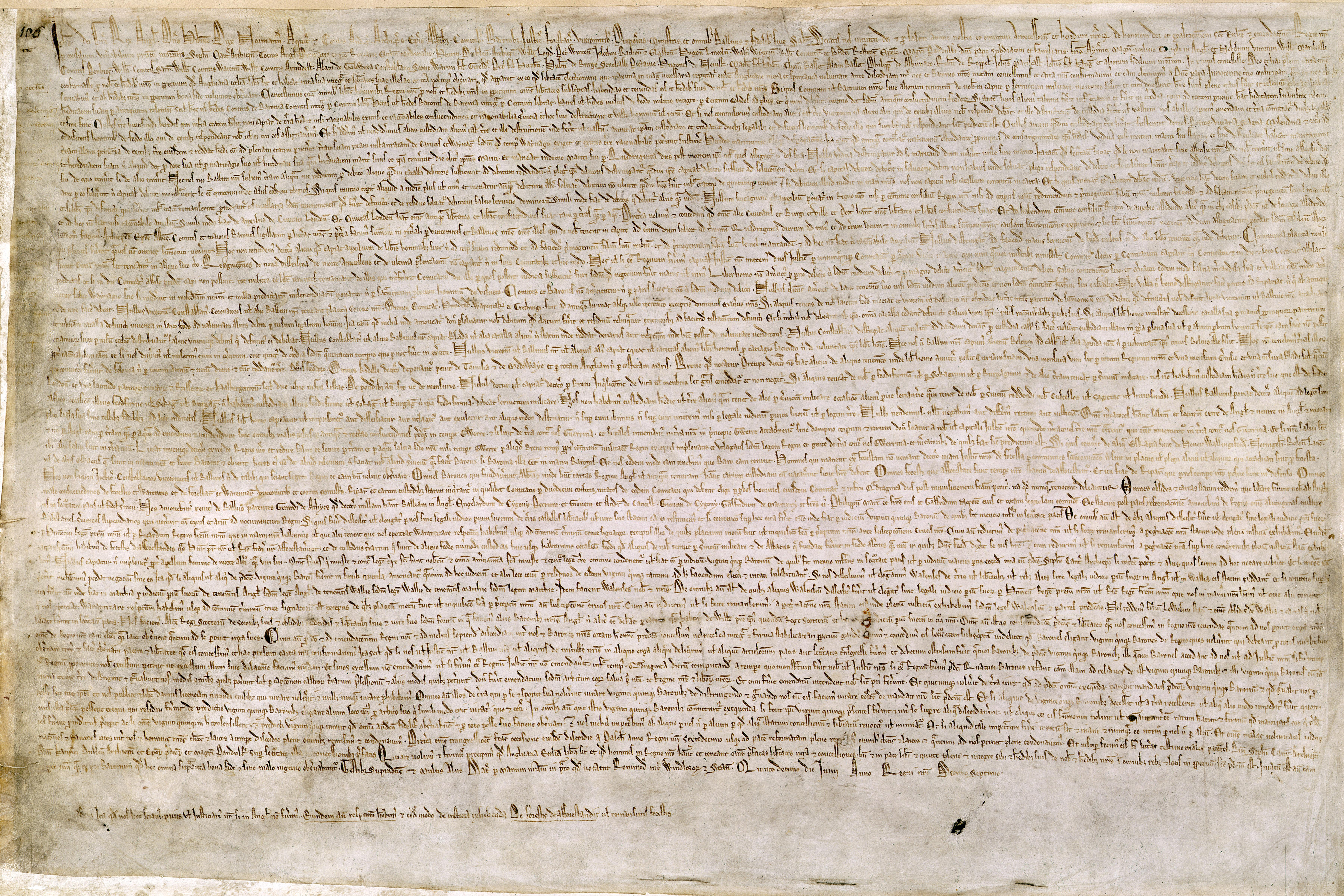
Un ejemplo de carta otorgada, la Carta Magna.

Una carta (del latín charta y este del griego χάρτης, chártes, ‘soporte de escritura’) es un documento por el que se concede u otorga una autoridad o unos derechos o privilegios sobre algo, indicando que el otorgante reconoce formalmente la prerrogativa del destinatario a ejercer los derechos especificados. 
Está implícito que el otorgante mantiene la superioridad (o soberanía) y que el receptor reconoce un estatus limitado (o inferior) en la relación, y es de esta forma en el que las cartas fueron otorgadas históricamente, y este sentido se sigue conservando el uso moderno del término.
Las cartas pueden ser de naturaleza fundamentalmente política como:
- Cartas reales, tales como la Carta Magna de Juan sin Tierra en 1215, la primera de esta tipología (aunque hay un antecedente en las Cortes de León de 1188) o el denominado Estatuto Real de 1834 en España. Hay que tener en cuenta que emanan de la monarquía y no deben confundirse con las constituciones.
- Cartas pueblas, por las que se otorga a los habitantes de una población, determinadas concesiones.
- Cartas otorgadas, por las que el rey se comprometía a gobernar a sus súbditos de una forma determinada.[1]

Cartas donde se precisan las condiciones jurídicas y financieras :
- Cartas de fundación, donde se especifican las condiciones para la creación de un edificio civil (un palacio por ejemplo), religioso (por ejemplo, un monasterio) o militar (por ejemplo, un castillo), e incluso una población o una asociación o sociedad.

Cartas de mayor contenido jurídico:
- Cartas de calidad de un producto o servicio.
- Cartas de prácticas profesionales.